# Sezonul de Mare Premiu din 1948
Sezonul de Mare Premiu din 1948 a fost al treilea an postbelic pentru cursele auto de Mare Premiu (Grand Prix). A fost cel de-al doilea sezon al curselor auto de Formula 1 FIA, deși unele dintre Marile Premii din acel sezon încă foloseau alte formule. Nu a existat un campionat organizat în 1948, deși câteva dintre cursele mai prestigioase au fost recunoscute drept Grandes Épreuves de către FIA. Luigi Villoresi s-a dovedit a fi cel mai de succes pilot, pentru al doilea an consecutiv, câștigând șase Mari Premii. Mașinile Maserati au fost greu de învins, câștigând 13 din cele 23 de Mari Premii ale sezonului.

## Rezumatul sezonului

### Grandes Épreuves
| Data         | Mare Premiu                           | Circuit     | Pole position       | Cel mai rapid tur   | Pilotul câștigător  | Constructorul câștigător | Raport |
| ------------ | ------------------------------------- | ----------- | ------------------- | ------------------- | ------------------- | ------------------------ | ------ |
| 16 mai       | Marele Premiu al Principatului Monaco | Monaco      | Giuseppe Farina     | Giuseppe Farina     | Giuseppe Farina     | Maserati                 | Raport |
| 4 iulie      | Marele Premiu al Elveției             | Bremgarten  | Jean-Pierre Wimille | Jean-Pierre Wimille | Carlo Felice Trossi | Alfa Romeo               | Raport |
| 18 iulie     | Marele Premiu al Franței              | Reims-Gueux | Jean-Pierre Wimille | Jean-Pierre Wimille | Jean-Pierre Wimille | Alfa Romeo               | Raport |
| 5 septembrie | Marele Premiu al Italiei              | Torino      | Jean-Pierre Wimille | Jean-Pierre Wimille | Jean-Pierre Wimille | Alfa Romeo               | Raport |

### Alte Mari Premii
| Data          | Mare Premiu                                                            | Circuit             | Pilotul câștigător    | Constructorul câștigător |
| ------------- | ---------------------------------------------------------------------- | ------------------- | --------------------- | ------------------------ |
| 17 ianuarie   | II Gran Premio del General Juan Perón y de la Ciudad de Buenos Aires   | Palermo             | Luigi Villoresi       | Maserati                 |
| 14 februarie  | II Gran Premio de Eva Duarte Perón (Gran Premio Dalmiro Varela Castex) | Palermo             | Luigi Villoresi       | Maserati                 |
| 29 martie     | IX Grand Prix Automobile de Pau                                        | Pau                 | Nello Pagani          | Maserati                 |
| 29 aprilie    | II Jersey Road Race                                                    | St Helier           | Bob Gerard            | ERA                      |
| 2 mai         | II Grand Prix des Nations                                              | Geneva              | Giuseppe Farina       | Maserati                 |
| 25 mai        | X British Empire Trophy                                                | Douglas             | Geoff Ansell          | ERA                      |
| 30 mai        | II Grand Prix de Paris                                                 | Linas-Montlhéry     | Yves Giraud-Cabantous | Talbot-Lago              |
| 30 mai        | Marele Premiu de la Stockholm                                          | Skarpnäcks Flygfält | B. Bira               | Simca-Gordini            |
| 27 June       | III Gran Premio di San Remo                                            | Ospedaletti         | Alberto Ascari        | Maserati                 |
| 7 august      | I Grote Prijs van Zandvoort                                            | Zandvoort           | B. Bira               | Maserati                 |
| 8 august      | XIV Grand Prix du Comminges                                            | Saint-Gaudens       | Luigi Villoresi       | Maserati                 |
| 8 august      | Grand Prix de Suisse Orientale                                         | Erlen               | Toulo de Graffenried  | Maserati                 |
| 29 august     | X Grand Prix de l'Albigeois                                            | Albi                | Luigi Villoresi       | Maserati                 |
| 18 septembrie | Goodwood Trophy                                                        | Goodwood            | Reg Parnell           | Maserati                 |
| 2 octombrie   | Marele Premiu al Marii Britanii                                        | Silverstone         | Luigi Villoresi       | Maserati                 |
| 10 octombrie  | IV Grand Prix du Salon                                                 | Linas-Montlhéry     | Louis Rosier          | Talbot-Lago              |
| 17 octombrie  | Gran Premio di Monza                                                   | Monza               | Jean-Pierre Wimille   | Alfa Romeo               |
| 24 octombrie  | Circuito del Garda                                                     | Salò                | Giuseppe Farina       | Ferrari                  |
| 31 octombrie  | IX Gran Premio de Penya Rhin                                           | Pedralbes           | Luigi Villoresi       | Maserati                 |

## Statistici

### Câștigători de Mari Premii

#### Piloți
| Piloți                | Victorii | Victorii         |
| Piloți                | Total    | Grandes Épreuves |
| --------------------- | -------- | ---------------- |
| Luigi Villoresi       | 6        | 0                |
| Jean-Pierre Wimille   | 3        | 2                |
| Giuseppe Farina       | 3        | 1                |
| B. Bira               | 2        | 0                |
| Carlo Felice Trossi   | 1        | 1                |
| Nello Pagani          | 1        | 0                |
| Bob Gerard            | 1        | 0                |
| Geoff Ansell          | 1        | 0                |
| Yves Giraud-Cabantous | 1        | 0                |
| Alberto Ascari        | 1        | 0                |
| Toulo de Graffenried  | 1        | 0                |
| Reg Parnell           | 1        | 0                |
| Louis Rosier          | 1        | 0                |

##### Constructori
| Constructori       | Victorii | Victorii         |
| Constructori       | Total    | Grandes Épreuves |
| ------------------ | -------- | ---------------- |
| Maserati           | 13       | 1                |
| Alfa Romeo         | 4        | 3                |
| ERA                | 2        | 0                |
| Talbot-Lago-Talbot | 2        | 0                |
| Simca-Gordini      | 1        | 0                |
| Ferrari            | 1        | 0                |